# Tofo-Sant'Eleuterio
Tofo-Sant'Eleuterio is een plaats (frazione) in de Italiaanse gemeente Teramo.